# Pinkney City
Pinkney City (más néven Pinkneyville) az Amerikai Egyesült Államok északnyugati részén, Washington állam Stevens megyéjében elhelyezkedő kísértetváros. A település nevét a Colville erőd első parancsnokáról, Pinkney Lugenbeel őrnagyról kapta.
A kereskedőpont 1860-ban az akkori Spokane megye székhelye lett; 1863-ban a közgyűlés kérte, hogy az akkor még hivatalosan nem megalakult Stevens megye is Spokane megye részét képezze. 1864-ben a territóriumi törvényhozás Spokane megyét feloszlatta, és Stevens megyébe olvasztotta; a megyeszékhely továbbra is Pinkney City volt. Az első postahivatal 1859. december 17. és 1860. április 17. között működött. Fort Colville postája 1862. november 25-én jött létre; 1883. április 13-án már Colville hivatala volt. Miután az erőd megszűnt, a vállalkozások többsége Colville-be költözött.

## Fordítás
Ez a szócikk részben vagy egészben  a   Pinkney City, Washington című angol Wikipédia-szócikk ezen változatának fordításán alapul.  Az eredeti cikk szerkesztőit annak laptörténete sorolja fel. Ez a jelzés csupán a megfogalmazás eredetét és a szerzői jogokat jelzi, nem szolgál a cikkben szereplő információk forrásmegjelöléseként.